# Burni Arul Nege
Burni Arul Nege är ett berg i Indonesien.   Det ligger i provinsen Aceh, i den västra delen av landet, 1 500 km nordväst om huvudstaden Jakarta. Toppen på Burni Arul Nege är 1 792 meter över havet, eller 75 meter över den omgivande terrängen. Bredden vid basen är 2,2 km.
Terrängen runt Burni Arul Nege är huvudsakligen lite bergig.  Trakten runt Burni Arul Nege är nära nog obefolkad, med mindre än två invånare per kvadratkilometer. I omgivningarna runt Burni Arul Nege växer i huvudsak städsegrön lövskog.